# ファンタージエン
『ファンタージエン』は、ミヒャエル・エンデの小説『はてしない物語』から派生したシェアード・ワールド小説シリーズ。原作の前史や、その舞台であるファンタージエンにおける別の物語など、複数の作家がさまざまな時系列・登場人物で描くドイツの連作小説（ドイツ語では Die Legenden von Phantasien）。
2003年からドイツで刊行が始まっており、2005年12月時点で既刊6冊。日本版は2005年秋からソフトバンククリエイティブより順次発行されており、2008年3月時点で既刊6冊である。
日本語版既刊は以下の通り。
- ファンタージエン 秘密の図書館（ラルフ・イーザウ、原題『タデウス・ティルマン・トルッツの謎の図書館』）
- ファンタージエン 愚者の王（ターニャ・キンケル）
- ファンタージエン 忘れられた夢の都（ペータ・フロイント）
- ファンタージエン 夜の魂（ウルリケ・シュヴァイケルト）
- ファンタージエン 言の葉の君（ペーター・デンプフ）
- ファンタージエン 反逆の天使（ヴォルフラム・フライシュハウアー）